# Szalwa Czichladze
Szalwa Konstantynowicz Czichladze (gruz. შალვა ჩიხლაძე; ros. Шалва Константинович Чихладзе; ur. 12 lipca 1912, w Kutaisi, zm. 14 stycznia 1997 w Tbilisi) – radziecki zapaśnik walczący przeważnie w stylu klasycznym. Srebrny medalista olimpijski z Helsinek 1952, w kategorii do 87 kg.
Mistrz ZSRR w 1936, 1946, 1949 i 1950; drugi w 1935, 1944, 1947 i 1951; trzeci w 1937 i 1941 roku. Trzeci w stylu wolnym w 1946 i 1947. Skończył karierę w 1953 roku. Trener.